# スパ淫ダーマン
『スパ淫ダーマン』（スパいんダーマン、英語：SpiderBabe）は、スパイダーマンをパロディ化したソフトコア・ポルノ映画。

## ストーリー
パトリシア・ポーカー（ミスティ・マンダ）は、シャイで根暗だがエッチで好奇心旺盛なニュージャージー州の女子高生。憬れの男性マークとのセックスの妄想に耽る毎日だった彼女の人生は、遺伝子操作で誕生した蜘蛛に噛まれたことによって一変。壁登りの能力を持つ超人的な強さの美女となった。「スパ淫ダーマン」となった彼女は、レスリングコンテストに参加して賞金を手に入れると、叔父のフレムと叔母のメイブの家を出ていき自分で借りたアパートにリサ・ノックス（ダリアン・ケイン）と一緒に住む。しかし叔父が強盗に殺されたことで正義感が目覚め、ニューヨークで犯罪と戦うために能力を使う。一方、リサの姉ルシンダ・ノックス（ジュリアン・ウェルズ）は、自らの欲望のために彼女の科学の教師ドウェル博士（マイケル・R・トーマス）の技術による蜘蛛でセクシーで邪悪なフェムティリアンとしてスパ淫ダーマンと戦う。